# John Havlicek

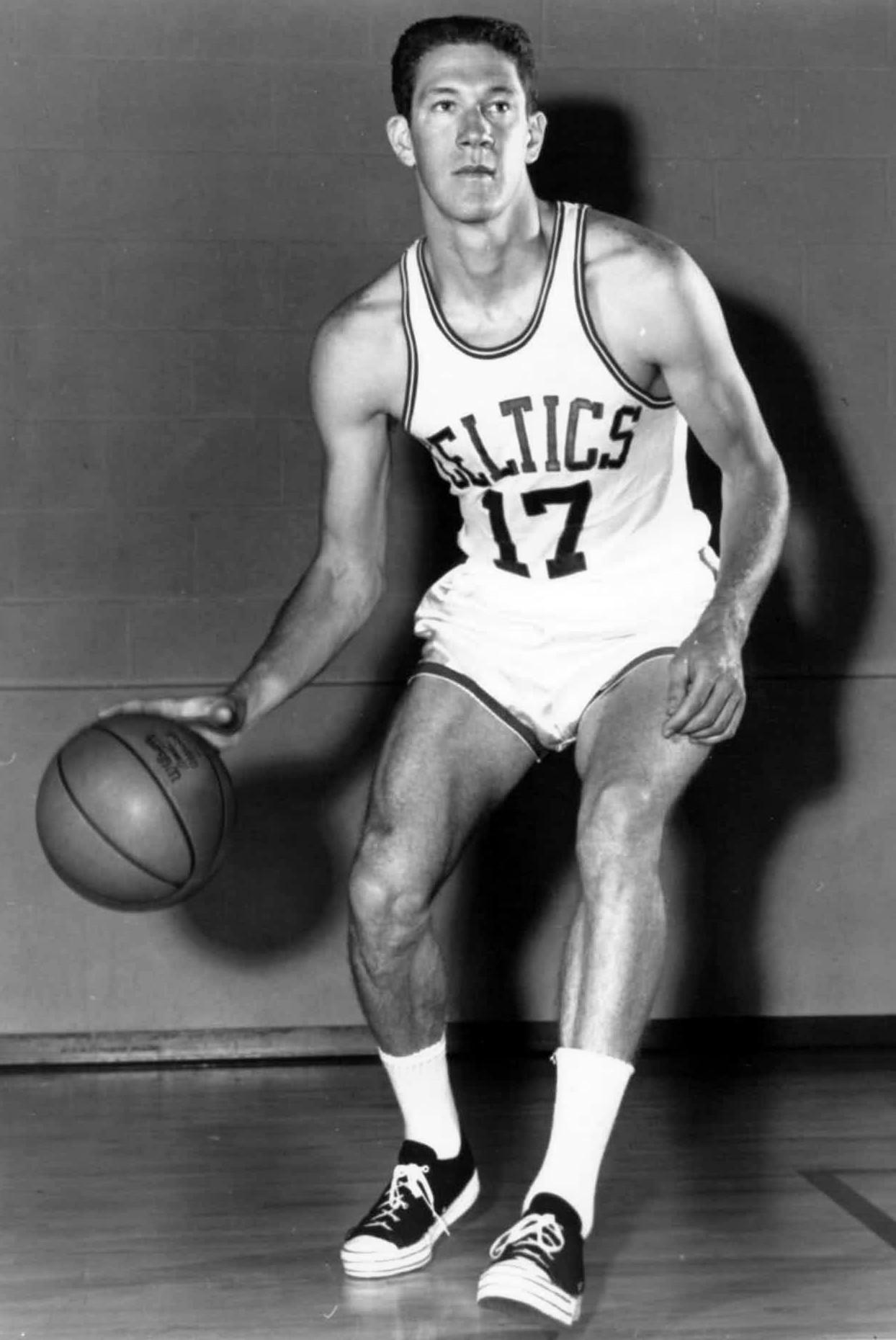
John Havlicek, con la equipación de los Celtics.

John Joseph "Hondo" Havlicek (Martins Ferry, Ohio, 8 de abril de 1940-Jupiter, Florida, 25 de abril de 2019) fue un baloncestista estadounidense que disputó 16 temporadas en la NBA. Con 1,96 metros de altura, jugaba en la posición de escolta. Toda su trayectoria profesional estuvo ligada a los Boston Celtics. Le apodaban "Hondo", por el personaje de la película del mismo nombre, protagonizada por John Wayne. Ganó ocho anillos de campeón de la NBA.

## Trayectoria deportiva

### Universidad
Su carrera universitaria transcurrió en la Universidad de Ohio State, donde coincidió con otro gran jugador, Jerry Lucas. Juntos, ganaron el título de la NCAA en 1960. En 1961 consiguieron una marca de 27 partidos ganados por uno solo perdido, en la final, y en la prórroga. Havlicek promedió, en tres temporadas, 14,6 puntos y 8,6 rebotes.

### NBA
En su etapa universitaria también jugó al fútbol americano, un deporte en el que también destacó, y es por eso que en 1962 fue elegido en el draft de la NBA por Boston Celtics en la novena posición de la primera ronda, y a la vez por los Cleveland Browns de la NFL. Pero tras probar un tiempo los entrenamientos del fútbol, decidió centrar todas sus energías en el baloncesto. Nadie duda que acertó plenamente, ya que consiguió ganar, en 16 temporadas como profesional, nada menos que 8 anillos de campeón de la NBA, 4 de ellos en sus 4 primeras temporadas, siendo superado en este aspecto solo por sus compañeros K. C. Jones, con 8 anillos en sus 8 primeros años, y por Tom "Satch" Sanders, con 6 anillos en sus 6 primeros años. En la Historia de la NBA, solo sus compañeros de equipo Bill Russell y Sam Jones han ganado más anillos que Hondo en una carrera profesional.
Tiene el récord de más puntos anotados con los Celtics, con 26.395 (20,8 por partido, decimosexto anotador de todos los tiempos de la liga), además del de más partidos jugados con la camiseta verde y blanca, 1.270 (está entre los 10 primeros de la liga). Además, comparte el récord de más puntos anotados en una prórroga en las Finales, con 9. En un partido de los playoffs de 1973 anotó 54 puntos.
Está considerado el mejor sexto hombre de la Historia de la NBA. Se retiró en 1978 y su camiseta con el número 17 colgó durante años de lo alto del Boston Garden como homenaje a su dilatada carrera. Ahora lo hace en el TD Banknorth Garden.
Falleció el 25 de abril de 2019, a los 79 años, en Florida.

## Estadísticas de su carrera en la NBA
|  | Campeón de la NBA |
|  | Líder de la liga  |

### Temporada regular
| Año      | Equipo   | PJ    | PT | MPP  | %TC  | %3P | %TL  | RPP | APP | ROB | TPP | PPP  |
| -------- | -------- | ----- | -- | ---- | ---- | --- | ---- | --- | --- | --- | --- | ---- |
| 1962-63  | Boston   | 80    | –  | 27.5 | .445 | –   | .728 | 6.7 | 2.2 |     |     | 14.3 |
| 1963-64  | Boston   | 80    | –  | 32.3 | .417 | –   | .746 | 5.4 | 3.0 |     |     | 19.9 |
| 1964-65  | Boston   | 75    | –  | 28.9 | .401 | –   | .744 | 4.9 | 2.7 |     |     | 18.3 |
| 1965-66  | Boston   | 71    | –  | 30.6 | .399 | –   | .785 | 6.0 | 3.0 |     |     | 18.8 |
| 1966-67  | Boston   | 81    | –  | 32.1 | .444 | –   | .828 | 6.6 | 3.4 |     |     | 21.4 |
| 1967-68  | Boston   | 82    | –  | 35.6 | .429 | –   | .812 | 6.7 | 4.7 |     |     | 20.7 |
| 1968-69  | Boston   | 82    | –  | 38.7 | .405 | –   | .780 | 7.0 | 5.4 |     |     | 21.6 |
| 1969-70  | Boston   | 81    | –  | 41.6 | .464 | –   | .844 | 7.8 | 6.8 |     |     | 24.2 |
| 1970-71  | Boston   | 81    | –  | 45.4 | .450 | –   | .818 | 9.0 | 7.5 |     |     | 28.9 |
| 1971-72  | Boston   | 82    | –  | 45.1 | .458 | –   | .834 | 8.2 | 7.5 |     |     | 27.5 |
| 1972-73  | Boston   | 80    | –  | 42.1 | .450 | –   | .858 | 7.1 | 6.6 |     |     | 23.8 |
| 1973-74  | Boston   | 76    | –  | 40.7 | .456 | –   | .832 | 6.4 | 5.9 | 1.3 | .4  | 22.6 |
| 1974-75  | Boston   | 82    | –  | 38.2 | .455 | –   | .870 | 5.9 | 5.3 | 1.3 | .2  | 19.2 |
| 1975-76  | Boston   | 76    | –  | 34.2 | .450 | –   | .844 | 4.1 | 3.7 | 1.3 | .4  | 17.0 |
| 1976-77  | Boston   | 79    | –  | 36.9 | .452 | –   | .816 | 4.8 | 5.1 | 1.1 | .2  | 17.7 |
| 1977-78  | Boston   | 82    | –  | 34.1 | .449 | –   | .855 | 4.0 | 4.0 | 1.1 | .3  | 16.1 |
| All-Star | All-Star | 13    | 10 | 23.3 | .481 | –   | .756 | 3.5 | 2.6 | .3  | .0  | 13.8 |
| Total    | Total    | 1,270 | –  | 36.6 | .439 | –   | .815 | 6.3 | 4.8 | 1.2 | .3  | 20.8 |

### Playoffs
| Año   | Equipo | PJ  | PT | MPP  | %TC  | %3P | %TL  | RPP | APP | ROB | TPP | PPP  |
| ----- | ------ | --- | -- | ---- | ---- | --- | ---- | --- | --- | --- | --- | ---- |
| 1963  | Boston | 11  | –  | 23.1 | .448 | –   | .667 | 4.8 | 1.5 | –   | –   | 11.8 |
| 1964  | Boston | 10  | –  | 28.9 | .384 | –   | .795 | 4.3 | 3.2 | –   | –   | 15.7 |
| 1965  | Boston | 12  | –  | 33.8 | .352 | –   | .836 | 7.3 | 2.4 | –   | –   | 18.5 |
| 1966  | Boston | 17  | –  | 42.3 | .409 | –   | .841 | 9.1 | 4.1 | –   | –   | 23.6 |
| 1967  | Boston | 9   | –  | 36.7 | .448 | –   | .803 | 8.1 | 3.1 | –   | –   | 27.4 |
| 1968  | Boston | 19  | –  | 45.4 | .452 | –   | .828 | 8.6 | 7.5 | –   | –   | 25.9 |
| 1969  | Boston | 18  | –  | 47.2 | .445 | –   | .855 | 9.9 | 5.6 | –   | –   | 25.4 |
| 1972  | Boston | 11  | –  | 47.0 | .460 | –   | .859 | 8.4 | 6.4 | –   | –   | 27.4 |
| 1973  | Boston | 12  | –  | 39.9 | .477 | –   | .824 | 5.2 | 5.4 | –   | –   | 23.8 |
| 1974  | Boston | 18  | –  | 45.1 | .484 | –   | .881 | 6.4 | 6.0 | 1.3 | .3  | 27.1 |
| 1975  | Boston | 11  | –  | 42.2 | .432 | –   | .868 | 5.2 | 4.6 | 1.5 | .1  | 21.1 |
| 1976  | Boston | 15  | –  | 33.7 | .444 | –   | .809 | 3.7 | 3.4 | .8  | .3  | 13.2 |
| 1977  | Boston | 9   | –  | 41.7 | .371 | –   | .820 | 5.4 | 6.9 | .9  | .4  | 18.3 |
| Total | Total  | 172 | –  | 39.9 | .436 | –   | .836 | 6.9 | 4.8 | 1.1 | .3  | 22.0 |

## Logros y reconocimientos
- 8 títulos de la NBA.
- 13 veces All Star.
- Máximo anotador histórico de los Boston Celtics.
- Primer jugador en anotar 1000 puntos o más en 16 temporadas consecutivas.
- MVP de las Finales de 1974.
- Elegido en 4 ocasiones en el mejor quinteto de la NBA y 7 veces más en el segundo mejor.
- Elegido en 5 ocasiones en el mejor quinteto defensivo de la liga.
- Elegido uno de los 50 mejores jugadores de la historia de la NBA en 1996.
- Miembro del Basketball Hall of Fame desde 1984.
- Elegido en el Equipo del 75 aniversario de la NBA en 2021.